# Susumu Ohno
Susumu Ohno (jap. 大野乾 Ōno Susumu; ur. 1 lutego 1928 w Seulu, zm. 13 stycznia 2000) – japoński biolog molekularny. (Uwaga: zapis nazwiska Ohno w dawnej transkrypcji, obecnie - Ōno).
Znany m.in. jako autor prawa Ohno – hipotezy postulującej, że duplikacja genu uwalnia jedną z jego kopii od selekcji środowiska, pozwalając tym samym na powstanie nowej funkcji. Znalezienie w genomie wielu kopii tego samego genu, podobnie jak śladów tetraploidyzacji (fazy z liczbą chromosomów 4n zamiast 2n) całych genomów (np. kręgowce w porównaniu z półstrunowcami oraz gatunki drożdży), potwierdziło zasadność prawa Ohno.